# Балашлы, Орудж Нариман оглы
Орудж Нариман оглы Балашлы (азерб. Balaşlı Oruc Nəriman oğlu; 23 февраля 1994, Юхары Тала, Загатальский район) — азербайджанский футболист, амплуа — нападающий.

## Биография
Орудж Балашлы родился 23 февраля 1994 года в селе Верхняя Тала Закатальского района Азербайджана. С 8 лет начал заниматься футболом в родном селе, под руководством тренера Шабана Ширданова. С 2011 года является студентом факультета Туризма, Тбилисского филиала Московской гуманитарной академии.

## Клубная карьера

### Чемпионат
Является воспитанником ФК «Симург» Закатала, в основном составе которого (до 17 лет), под руководством Ильгара Асланова начинал свои выступления в 2009 году. В 2010 году переходит в состав ФК «Габала», где также выступает за юношеский состав до 17 лет. В 2011 году возвращается в состав «Симурга» и выступает за дублирующий состав. С 2014 года является игроком основного состава «фениксов». С футболистом подписывается трехлетний контракт.
Дебютировал в основном составе клуба 28 сентября 2014 года в матче Премьер-лиги Азербайджана против ФК «Сумгаит». При этом вышел на замену на 66-й минуте матча.
Летом 2015 года подписывает контракт с другим клубом азербайджанской премьер-лиги — ФК «Ряван» Баку.
Статистика выступлений в чемпионате Азербайджана по сезонам:
| № | Сезон       | Клуб     | Лига         | Игр | В запасе | Голов |
| - | ----------- | -------- | ------------ | --- | -------- | ----- |
| 1 | 2014 / 2015 | «Симург» | Премьер-лига | 11  | 19       | 0     |
| 2 | 2015 / 2016 | «Ряван»  | Премьер-лига | 2   | 2        | 0     |

### Кубок
Статистика выступлений в Кубке Азербайджана по сезонам:
| № | Сезон       | Клуб     | Игр | В запасе | Голов |
| - | ----------- | -------- | --- | -------- | ----- |
| 1 | 2014 / 2015 | «Симург» | 1   | 1        | 0     |

## Достижения
- Серебряный призёр чемпионата Азербайджана среди дублирующих составов в составе ФК «Симург» сезона 2012/13 годов;
- Бронзовый призёр чемпионата Азербайджана среди дублирующих составов в составе ФК «Симург» сезона 2013/14 годов;
- Серебряный призёр чемпионата Азербайджана среди дублирующих составов в составе ФК «Симург» сезона 2014/15 годов;
- Лучший бомбардир чемпионата Азербайджана среди дублирующих составов (21 мяч) в составе ФК «Симург» сезона 2014/15 годов;